# Olech Śliwiński
Olech Śliwiński (ur. 23 sierpnia 1916 w Poznaniu, zm. 28 sierpnia 2020 w Częstochowie) – polski farmaceuta, żołnierz podziemia i działacz społeczny.

## Życiorys
Urodzony 23 sierpnia 1916 roku w Poznaniu, uczęszczał do szkoły we Wrześni, gdzie mieszkał. W okresie szkolnym udzielał się w harcerstwie. Po ukończeniu gimnazjum kontynuował naukę w szkole drogistycznej w Poznaniu, po ukończeniu której zyskał możliwość pracy w farmacji. 1 czerwca 1939 r. zatrudnił się w hurtowni aptecznej w Gdyni.
30 sierpnia 1939 r. wrócił do Wrześni, zgłosił na ochotnika do wojska i walczył w obronie Warszawy. Po kapitulacji miasta wrócił do Wrześni, ale szybko został wysiedlony przez okupanta do Częstochowy. W Częstochowie podjął pracę w hurtowni aptecznej i zaangażował się w działalność podziemia, zaopatrując oddziały AK w leki i środki opatrunkowe. Z czasem zaczął brać udział w akcjach bojowych, m.in. rozbrajania żołnierzy niemieckich. Przez trzy miesiące ukrywał również Żydówkę zbiegłą z transportu do obozu śmierci w Treblince.
10 października 1943 r. rozpoczął studia na Wydziale Farmaceutycznym na Uniwersytecie Ziem Zachodnich w Częstochowie, a po zdaniu egzaminu w grudniu 1945 r. otrzymał dyplom prowizora. 3 lutego 1945 r. ożenił się z Janiną Lipniacką, para miała córkę Iwonę (ur. 1946 r.).
Po wojnie pracował w Ministerstwie Zdrowia, potem w spółdzielczości mieszkaniowej. Za działalność społeczną został w plebiscycie Życia Częstochowy uznany za „Częstochowianina 1963 roku”. Pracował społecznie do 1991 roku.
W roku 2001 mianowany został na stopień podporucznika Wojska Polskiego.
W sierpniu 2016 skończył 100 lat.

## Odznaczenia[2]
- Medal za udział w wojnie obronnej 1939 roku
- Medal Zwycięstwa i Wolności 1945 roku
- Krzyż Oficerski Orderu Odrodzenia Polski
- Krzyż Kawalerski Orderu Odrodzenia Polski